# Distretto di Kostopil'
Il distretto di Kostopil' (in ucraino Костопільський район?, Kostopil's'kyj rajon) era un distretto dell'Ucraina, situato nell'oblast' di Rivne, con capoluogo Kostopil'. È stato soppresso in seguito alla riforma amministrativa del 2020.